# 부용진
부용진(芙蓉鎭: Hibiscus Town)은 중국에서 제작된 셰진 감독의 1986년 드라마 영화이다. 류샤오칭 등이 주연으로 출연하였다.
1987년 골든 루스터 어워드, 헌드레드 플라워스 어워드를 수상했다. 제60회 아카데미상의 국제영화상 부문에 출품되었다.

## 출연

### 주연
- 류샤오칭
- 강문

### 조연
- 서송자
- 서녕
- 정재석
- 장광북
- 축사빈
- 여리년

## 같이 보기
- 문화대혁명